# Spitsmuismol
De spitsmuismol (Uropsilus soricipes)  is een zoogdier uit de familie van de mollen (Talpidae). De wetenschappelijke naam van de soort werd voor het eerst geldig gepubliceerd door Milne-Edwards in 1871.

## Voorkomen
De soort komt voor in China.